# Крекінг-установка у Нанкіні (BASF-YPC)
Крекінг-установка Нанкін — складова частина виробничого майданчика BASF-YPC, розташованого на протилежному від Нанкіну березі річки Янцзи у складі нафтопереробного та нафтохімічного комплексу компанії Sinopec.
Проект реалізували на паритетних засадах через компанію BASF-YPC китайська Sinopec та німецький хімічний концерн BASF. Введена в експлуатацію у 2005 році установка парового крекінгу (піролізу) мала потужність по етилену на рівні 600 тисяч тонн на рік, а на початку наступного десятиліття цей показник довели до 740 тисяч тонн. Як сировину установка використовує газовий бензин (naphtha), котрий переважно постачається з розташованого неподалік нафтопереробного заводу Jinling Petrochemical (ще одна дочірня структура Sinopec).
Продукований під час піролізу етилен спрямовується на виробництво поліетилену низької щільності (400 тисяч тонн), оксиду етилену та моноетиленгліколю (330 та 320 тисяч тонн відповідно). Споживання доволі важкої (як для нафтохімії) сировини призводить також до отримання великої кількості інших ненасичених вуглеводнів. Пропілен спрямовують на виробництво акрилової кислоти (дві черги по 160 тисяч тонн). Фракція ж С4 є основою для цілого ряду виробництв, як то:
- бутадієну (130 тисяч тонн);
- ізобутилену (60 тисяч тонн) та високореактивного поліізобутилену (50 тисяч тонн);
- заводу оксо-спиртів (305 тисяч тонн);
- заводу 2-пропілгептанолу (80 тисяч тонн).
Для забезпечення виробництва енергією, комплекс BASF-YPC має власну електростанцію електричною потужністю 180 МВт.
У 2018 році партнери оголосили про намір звести на майданчику другу установку парового крекінгу.